# Brandon Walton
Brandon Walton (Clearwater, 18 marzo 1998) è un giocatore di football americano statunitense che milita nel ruolo di offensive tackle per i Carolina Panthers della National Football League (NFL).

## Carriera

### Buffalo Bills
Dopo non essere stato scelto nel Draft NFL 2020, Walton firmò con i Buffalo Bills. Fu svincolato il 5 settembre 2020. Il giorno successivo rifirmò con la squadra di allenamento. Fu svincolato l’8 settembre.

### Pittsburgh Steelers
Il 19 settembre 2020 Walton firmò con la squadra di allenamento dei Pittsburgh Steelers. Il 14 gennaio 2021 firmò un nuovo contratto come riserva. Fu svincolato il 17 agosto 2021.

### Tampa Bay Buccaneers
Il 18 agosto 2021 Walton firmò con i Tampa Bay Buccaneers. Fu svincolato il 31 agosto ma rifirmò il giorno successivo con la squadra di allenamento. Il 31 gennaio 2022 fu svincolato dalla squadra di allenamento. Il 16 febbraio rifirmò con Tampa Bay come free agent. Walton made the Buccaneers' final roster in 2022. Debuttò nella NFL il primo turno della stagione regolare, disputando quattro snap negli special team nella vittoria per 19–3 sui Dallas Cowboys. Chiuse la stagione 2022 con 11 presenze, di cui 2 come titolare. L’anno successivo scese a quattro partite disputate.

### Carolina Panthers
Walton firmò con la squadra di allenamento dei Carolina Panthers il 30 agosto 2024.